# عملية الطريق الحازم
عملية الطريق الحازم هي عملية عسكرية بدأها جيش الاحتلال الإسرائيلي في 22 حزيران (يونيو) عام 2002 في الضفة الغربية في الأراضي الفلسطينية المحتلّة في أعقاب عملية الدرع الواقي بهدف الوصول إلى بعض الأهداف التي لم يتم الوصول إليها في عملية الدرع الواقي، وخاصة في شمال الضفة الغربية.

## الخلفية التاريخية
اجتاح نحو 30 ألف جندي من القوات الإسرائيلية مدن الضفة الغربية التابعة للسلطة الوطنية الفلسطينية في الفترة 29 مارس 2002 وانتهت في 10 مايو 2002 خلال عملية عسكرية أطلق عليها اسم عملية الدرع الواقي، والتي كان الهدف منها الرد على عملية قام بها في وقت سابق العسكري الفلسطيني «عبد الباسط عودة» من مدينة طولكرم عندما قام بتفجير نفسه داخل فندق بارك في بلدة نتانيا الإسرائيلية الواقعة في غرب طولكرم تزامنًا مع الاحتفال بعيد الفصح اليهودي، مما أدى إلى مقتل نحو 30 إسرائيلي وإصابة 146 آخرين. أسفرت عملية الدرع الواقي عن قتل عشرات الفلسطينيين واحتلال مُعظم مدن الضفة الغربية، كما شرعت الحكومة الإسرائيلية بعد انتهاء العملية العسكرية وانسحاب الجيش الإسرائيلي في إقامة الجدار العازل لفصل أجزاء من المدن الفلسطينية عن بعضها البعض وعن المدن الإسرائيلية.
في الشهرين التاليين لعملية الدرع الواقي، قُتل خمسة من ضباط وجنود جيش الاحتلال الإسرائيلي في عمليات عسكرية مختلفة في الأراضي الفلسطينية كان معظمها محاولات لاعتقال فلسطينيين من عناصر المقاومة مطلوبين أمنيًّا، كما شهدت إسرائيل بعد ذلك 64 هجوماً على أيدي المقاومة الفلسطينية نتج عنها مقتل نحو 83 إسرائيليا، كان أكثرها قسوة هو حادث تفجير حافلة إيجد الذي وقع في القدس في يوم 18 حزيران (يونيو) من عام 2002، وقتل فيه 19 شخصا. زار رئيس الوزراء الإسرائيلي الأسبق أرييل شارون موقع التفجير آنذاك لأول مرة كرئيس للوزراء، وأمر في نفس اليوم بتنفيذ عملية الطريق الحازم. وبحسب استطلاع للرأي فإن 80٪ من اليهود الإسرائيليين كانوا يؤيدون تنفيذ هذه العملية.

## العملية
أفادت تقارير المخابرات الإسرائيلية إن عددا قليلا من كبار نشطاء حركة المقاومة الإسلامية حماس في قطاع غزة تسللوا غفلة من رقابة الأمن الإسرائيلي إلى الضفة الغربية وبدأوا في إنتاج متفجرات هناك. ونتيجة لهذه التقرير، أصدر الجيش الإسرائيلي مسودات لفرض حالة الطوارئ وإن كانت بتاريخ إطلاق محدد بخلاف تلك التي صدرت قبل تنفيذ عملية الدرع الواقي. كانت هذه القرارات تستهدف بشكل مباشر كل من عناصر حركة حماس وعناصر حركة الجهاد الإسلامي في فلسطين.
في المرحلة الأولى من عملية الطريق الحازم، اجتاحت القوات الإسرائيلية المسلحة بأسلحة ثقيلة عدد من بلدات الضفة الغربية واتخذت مواقعها، وفرض الجيش الإسرائيلي حظر تجول واعتقل مطلوبين، حيث اعتقل في مدينة الخليل وحدها 180 فلسطينيا خلال العملية. وبعد أسابيع قليلة تخلت القوات عن المواقع الثابتة (باستثناء تلك الموجودة في مدينة نابلس)، لكن الوحدات استمرت في الدخول ليلا تقريبا لإجراء حملات الاعتقالات.
صرح وزير الدفاع الإسرائيلي بنيامين بن اليعازر في 7 تموز (يوليو) من نفس العام إن القوات الإسرائيلية نجحت خلال عملية الطريق الحازم في اعتقال 150 مطلوبًا من بينهم عشرة استشهاديين محتملين، كما تمكّنت من الكشف عن 14 معملًا لصنع المواد المتفجرة. ساهمت العملية بعد مضي أسبوعين فقط من بدايتها في تراجع الهجمات الفلسطينية وهو ما وصفه الجيش الإسرائيلي بأنه نجاح كبير، إلى جانب عدم وقوع إصابات في صفوف الإسرائيليين. ومع ذلك فقد شهد الأسبوع الثالث من العملية اعتداءين فلسطينيين، وقع أحدهما في مستوطنة عمانويل الإسرائيلية والآخر في مدينة تل أبيب.

## ما بعد الكارثة
بعد مرور شهر من بدء عملية الطريق الحازم بدأت وتيرة حملات الجيش الإسرائيلي تهدأ في بعض المناطق، ففي مدينة جنين، استبدلت الدبابات وناقلات الجند المدرعة بسيارة جيب واحدة أو اثنتين. وأصبح العقيد موشيه تمير قائد لواء جولاني قائدا لمنطقة جنين، وقام بنشر قواته خارج المدينة بحيث بقي معظمها على حدود المدينة لكي دخلوا وخرجوا من المدينة حسب الحاجة للقيام باعتقالات محددة.